# Чемпіонат Каталонії з футболу
Чемпіонат Каталонії з футболу (ісп. Campionat de Catalanya) — футбольний турнір, який розігрувався з 1901 по 1940 рік.

## Історія
- 1900—1903 — Кубок Масая (ісп. Copa Macaya)
- 1902—1903 — Кубок Барселони (ісп. Copa Barcelona)
- 1903—1940 — Чемпіонат Каталонії (ісп. Campionat de Catalunya)

Першим чемпіоном став клуб АС Хіспанія в 1901 році. З часом у турнірі стали домінувати дві команди: Барселона і Еспаньйол. У турнірі брали участь лише команди з Каталонії. Переможець турніру брав участь у Кубку Іспанії. Після заснування Ла Ліги турнір втратив своє значення, і був розформований у 1940 році.

## Переможці турніру
Барселона: 23
- 1902 , 1903 , 1905 , 1909—1911 , 1913 , 1916 , 1919—1922 , 1924—1928 , 1930—1932 , 1934 , 1936 , 1938

Еспаньйол: 11
- 1903 , 1904 , 1906—1908 , 1912 , 1915 , 1918 , 1933 , 1937 , 1940

Еспанья: 3
- 1913 , 1914 , 1917

Європа: 1
- 1923

Сабадель: 1
- 1934

АС Хіспанія: 1
- 1901